# 幻想の水平線

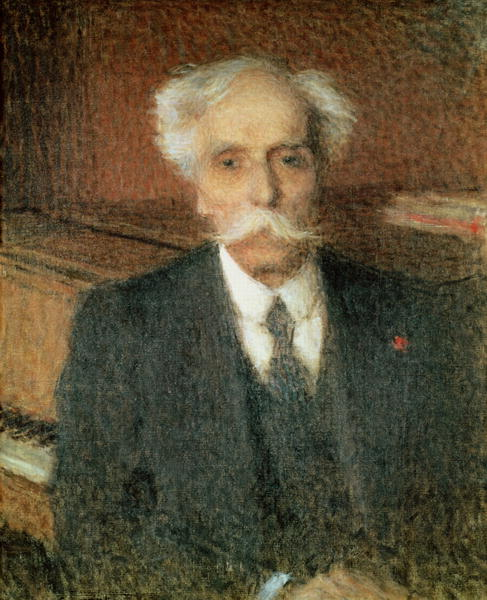
フォーレ

『幻想の水平線』（げんそうのすいへいせん、フランス語: L'Horizon chimérique）作品118は、ガブリエル・フォーレが1921年作曲した4つの歌曲からなる歌曲集（連作歌曲）で、フォーレ最後の歌曲である。ジャン・ド・ラ・ヴィル・ド・ミルモンの同名の詩集『幻想の水平線』（1920年出版）を基に作曲された。

## 概要

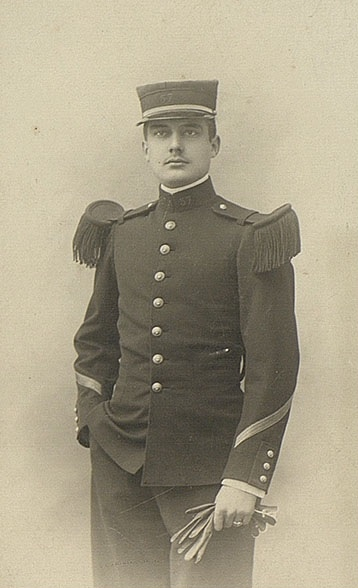
ジャン・ド・ラ・ヴィル・ド・ミルモン

フォーレは『イヴの歌』と『閉じられた庭』でフランス語のもつ独特のリズムと語感を生かした歌曲、〈朗唱的様式〉による歌曲を完成した。『幻影』では〈朗唱的様式〉を追求した結果、新たなる叙情性を発見するに至る。『幻想の水平線』はその延長線上にある。『幻影』に見られた叙情性をさらに発展させ、雄大で旋律美に富んだ歌曲群を完成した。
フォーレはバリトン歌手のシャルル・パンゼラのために書いた。フォーレはパンゼラがまだパリ音楽院に在籍中の頃から、そのよく響く声と表現力、そして、彼の知的で明快な朗唱法に注目していたのである。初演もパンゼラと彼の妻マドレーヌの伴奏により1922年5月13日に国民音楽協会演奏会で行われた。本作はシャルル・パンゼラに献呈されている。
ネクトゥーによれば、恐らくフォーレはこれらの詩が持つ極めて古典的な言い回しや確固とした構造、そして感覚的なイメージなども評価していたに違いなく、句点一つとして変えられていない。詩集の持つ直接的で明快な調子から、彼は単刀直入で分かり易くいたずらに複雑でない4つの歌曲を生み出すことになる。格調高い詩句の朗唱は熱のこもった言葉が有する抑揚にも正確に対処している。一方で、旋律線とそれらを支えている和声の方は、この13頁からなる全曲が短期的に途切れることなく作り上げられたかと思われるほど明快で、あたかも全曲が予めどこかに存在し、作曲家は単に彼の想像力の世界の最も内密で、最も霊感豊かな部分からそれらを引き出してきたにすぎないのではないかと推察されるのである。音楽的に見れば、4つの歌曲に共通して存在する主題のようなものはない。文学的な霊感と音楽面での表現力が全体を統一しているに過ぎないのである。
フォーレは1919年頃から全く耳が聞こえなくなった。それにつれて、体力は徐々に弱まっていった。1920年の10月の新学期にはパリ音楽院長も勇退している。しかし、作品はかくのごとく、全く老化現象が見られないばかりか、力強さと若さと夢に輝いている。
ヴュイエルモーズによれば、本作は覚醒した、憂愁に満ちた標題を持ち、ノスタルジックな雰囲気の中で進めたれている。実際、この4つの曲のテキストの作者が大きな才能を持った若い詩人であり、第一次世界大戦のために生命を奪い去られた、その4年後に彼の詩が77歳のフォーレに最後の声楽作品を書く機会を与えることになったのを、胸の張り裂ける思いなしに思い出すことはできない。この二人の協力者は意識していなかったが、自然の大きな力を呼び覚ますこの4編の中に現れた重々しい苦悩によって、死の近づきを予感していたように見える。

## 楽曲構成
- 第1曲 《海は果てしなく》、"La mer est infinie"、アンダンテ・クワジ・アレグレット、ニ長調

- 第2曲 《私は船に乗った》、" Je me suis embarqué"、アンダンテ・モデラート、変ニ長調

- 第3曲 《ディアーヌよ、セレネよ》、"Diane, Séléné"、レント・マ・ノン・トロッポ、変ホ長調

- 第4曲 《船たちよ、僕らは君たちを愛した》、" Vaisseaux, nous vous aurons aimés"、アンダンテ・クワジ・アレグレット、ニ長調

## 楽曲分析
ジャンケレヴィッチの分析を要約すれば、フォーレこの最後の連作歌曲のために海と砂浜と波と言う道具立てを必要とした。彼は外海の塩と強い西風を欲した。
第1曲《海は果てしなく》は『イヴの歌』の第7曲と関連があり、旋律線はニ長調のオクターヴのすべての音を順次進行で上昇するが、それは何かを模倣するのではなく、暗示する16分音符のリズムに支えられている。こうして果てしない大海原は水平線が霞んで消えるあたりまで波打ち、次々と白波をたてて行く。そのリズムは一種の歌曲である『夜想曲第11番』を想起させる。波はうねり、身震いし、声は無数の波頭によって運ばれ、トレモロを背景に上昇したり、下降したりする。
第2曲《私は船に乗った》は、むしろ大波、あるいは、海底のうねりによって運ばれる。水の表面を揺り動かしていた波はここでは海の底から上がってくる。弱拍を討つ右手のスタッカートは、波の揺れを思わせる単調なバスによって揺すられ、上昇しては下降する。
第3曲《ディアーヌよ、セレネよ》は4曲中、ただ一つ、海の曲ではなく夜想曲である。恍惚とした素晴らしい夜であり、ポール・ヴェルレーヌや象徴主義の詩人たちが描く夜の繊細な魅力と言うより、ギリシヤの夜の穏やかさと言うべき、月と空気が奏でる夜想曲なのである。穏やかに進行する和音は、天上と地上の間で夢見るように、無表情とさえ言える足取りで歩む。
第4曲《船たちよ、僕らは君たちを愛した》は調性においては第1曲と、リズムにおいては第2曲と結びついている。しかし、こちらはより柔らかな色調で、より〈揺れ〉が大きく、8分の12拍子の舟歌のアルペッジョがおおらかな波の子守唄を歌い上げている。

## 演奏時間
約8分。